# Silver Eye
Silver Eye är det sjunde studioalbumet av den engelska elektroniska musikduon Goldfrapp, utgivet den 31 mars 2017 på Mute Records. Albumets första singel, "Anymore", släpptes digitalt den 23 januari 2017 efter premiären på Lauren Lavernes radioprogram BBC Radio 6 Music.

## Låtlista
Alla låtar är skrivna och komponerade av Alison Goldfrapp och Will Gregory, där inget annat anges. 
| Nr  | Titel                      | Kompositör                      | Producent(er)                                             | Längd |
| --- | -------------------------- | ------------------------------- | --------------------------------------------------------- | ----- |
| 1.  | Anymore                    |                                 | Goldfrapp, Gregory, The Haxan Cloak[a], John Congleton[a] | 3:54  |
| 2.  | Systemagic                 |                                 | Goldfrapp, Gregory, Congleton[b]                          | 3:38  |
| 3.  | Tigerman                   |                                 | Goldfrapp, Gregory, The Haxan Cloak[a], Congleton[a]      | 4:14  |
| 4.  | Become the One             |                                 | Goldfrapp, Gregory, The Haxan Cloak[a], Congleton[a]      | 4:44  |
| 5.  | Faux Suede Drifter         | Goldfrapp, Gregory, Bobby Krlic | Goldfrapp, Gregory, The Haxan Cloak[b]                    | 5:02  |
| 6.  | Zodiac Black               |                                 | Goldfrapp, Gregory, The Haxan Cloak[b]                    | 5:04  |
| 7.  | Beast That Never Was       |                                 | Goldfrapp, Gregory, Leo Abrahams[a]                       | 4:38  |
| 8.  | Everything Is Never Enough |                                 | Goldfrapp, Gregory, Andy Savours[a]                       | 5:06  |
| 9.  | Moon in Your Mouth         |                                 | Goldfrapp, Gregory, The Haxan Cloak[a], Congleton[a]      | 4:03  |
| 10. | Ocean                      |                                 | Goldfrapp, Gregory, The Haxan Cloak[b], Congleton[b]      | 4:26  |

Noter
- ^[a]  anger en ytterligare producent.
- ^[b]  anger en medproducent.